# Róbert Ruck
Róbert Ruck (* 10. Dezember 1977) ist ein ungarischer Schach-Großmeister.

## Leben
Ruck erhielt im Jahr 2000 den Großmeistertitel. Schon als Jugendlicher hatte er vordere Platzierungen bei bedeutenden Turnieren erreicht, so zum Beispiel den II-III. Platz bei der U16-Junioreneuropameisterschaft in Rimavská Sobota 1992, den II-III. Platz bei der U18-Juniorenweltmeisterschaft in Szeged 1994 und den II-IV. Platz bei der U18-Juniorenweltmeisterschaft in Chania 1994. Im Jahr 2002 gewann Ruck die ungarische Schachmeisterschaft.
Ruck siegte oder belegte vordere Plätze in mehreren Turnieren: I. Platz in Zagreb (1997), I-II. Platz in Budapest (2000), I-II. Platz in Kőszeg (2000), I. Platz in Kladovo (1997), I-IV. Platz in Lippstadt (2003).
Im Februar 2015 belegt er Platz 11 in der Elo-Rangliste Ungarns.

## Nationalmannschaft
Mit der ungarischen Nationalmannschaft nahm Ruck an den Schacholympiaden 2000, 2002, 2004 und 2006 teil und erreichte als größten Erfolg 2002 mit der Mannschaft den zweiten Platz. Außerdem nahm er an der Mannschaftsweltmeisterschaft 2001 und den Mannschaftseuropameisterschaften 2003, 2005, 2007 und 2009 teil.

## Vereine
In Ungarn spielte Ruck bis 2005 für Szombathelyi MÁV Haladás VSE, in der Saison 2005/06 für Láng Vasas Sportkör, in der Saison 2006/07 für Edelényi Városi Sportegyesület, von 2007 bis 2010 für den Csuti Antal SK Zalaegerszeg, mit dem er 2008 Meister wurde. Seit 2010 spielt er erneut für Szombathelyi MÁV Haladás VSE, mit dem er 2014 am European Club Cup teilnahm. In der deutschen Schachbundesliga spielte Ruck in der Saison 2007/08 für den SK Zehlendorf, von 2008 bis 2016 spielte er für den Schachclub Eppingen. In der Saison 2016/17 tritt er für die SG Speyer-Schwegenheim an. In der österreichischen Bundesliga spielte er von 2004 bis 2007 für Styria Graz, mit dem er 2006 Meister wurde, in der Saison 2007/08 für ASVÖ Wulkaprodersdorf, in der Saison 2008/09 für den SV Pamhagen, mit dem er 2009 am European Club Cup teilnahm, in der Saison 2009/10 erneut für Styria Graz, in der Saison 2011/12 für den Meister SK Advisory Invest Baden und in der Saison 2019/20 für die Spielgemeinschaft Fürstenfeld/Hartberg. In der belgischen Interclubs spielte er von 2003 bis 2007 sowie erneut in der Saison 2013/14 für den KSK 47 Eynatten, mit dem er 2004, 2005, 2006 und 2014 Meister wurde und 2006 am European Club Cup teilnahm. In der Saison 2017/18 wurde er mit den Schachfreunden Wirtzfeld belgischer Mannschaftsmeister. In der bosnischen Premijer Liga spielte Ruck von 2004 bis 2007 für den ŠK Željezničar Sarajevo, mit dem er 2007 Meister wurde und zweimal am European Club Cup teilnahm.